# Kaloudianá
Kaloudianá, en grec moderne : Καλουδιανά, est un village du dème de Kissamos, dans le district régional de La Canée, de la Crète, en Grèce. Selon le recensement de 2011, la population de Kaloudianá compte 331 habitants. Le village est situé à une altitude de 20 m et à une distance de 38,5 km de La Canée.

## Recensements de la population
| Recensements | 1900 | 1920 | 1928 | 1940 | 1951 | 1961 | 1971 | 1981 | 1991 | 2001 | 2011 |
| ------------ | ---- | ---- | ---- | ---- | ---- | ---- | ---- | ---- | ---- | ---- | ---- |
| Population   | 190  | 235  | 180  | 513  | 181  | 287  | 231  | 201  | -    | 364  | 331  |